# Naberius

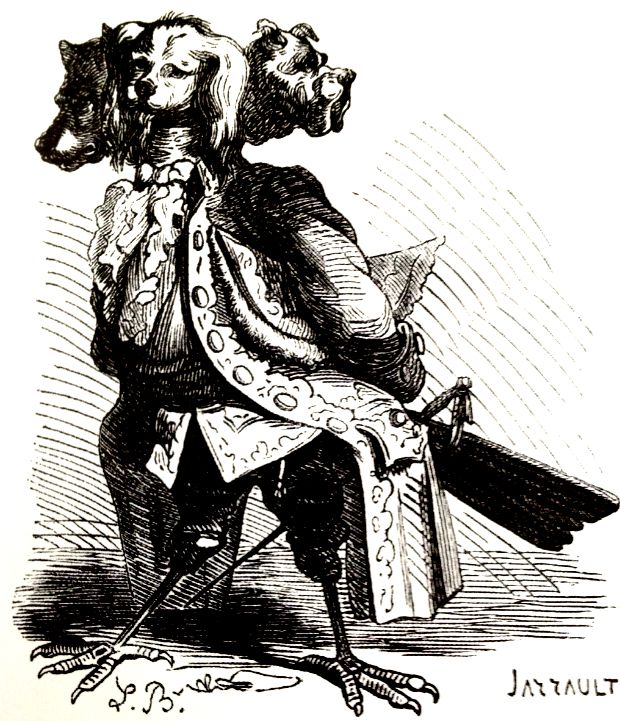
Naberius Cerbere

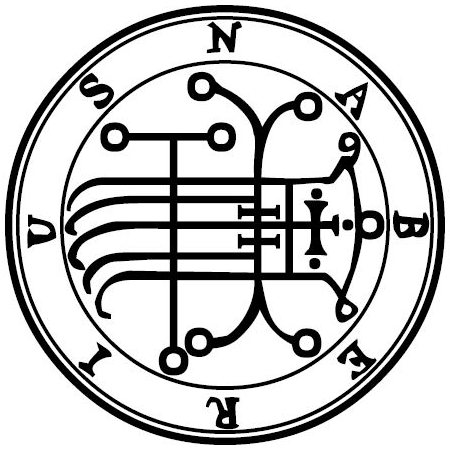
Naberius seal

El demonio Naberius fue mencionado por primera vez por Johann Wier en 1583. Es según antiguos grimorios el Marqués del Infierno más valiente, y tiene diecinueve legiones de demonios bajo su mando. Hace a los hombres astutos en todas las artes (y ciencias, acorde a la mayoría de los autores), pero especialmente en retórica, hablando con una voz ronca. También recupera el honor y la dignidad perdidas, aunque para Johann Weyer él procura que se pierdan.
Naberius aparece como un perro de tres cabezas o un cuervo. Tiene una voz estridente pero se presenta como elocuente y afable. Enseña el estilo de vida elegante. Es representado como un cuervo o una grulla negra.
Con respecto a su nombre, no está claro si hay una asociación con el Cerbero griego. Se dice que en 1583, Johann Weyer consideró que ambos eran el mismo demonio. Él afirmó:

Naberius, alias Cerberus, es un marqués valiente, que se muestra en la forma de un cuervo, cuando él habla con su voz estridente: hace al hombre gentil y astuto en todas las artes, especialmente en retórica. Procura la pérdida de los orgullos y dignidades: noventa legiones le escuchan y obedecen
Johann Weyer

Otros nombres son: Cerberus, Cerbere, Naberus, Neferus.